# Eleonora Zanetti
Eleonora Zanetti (Vicenza, 8 giugno 1994) è un'ex cestista italiana.
Ala di 180 cm, ha giocato in Serie A2 con la A.S. Vicenza.

## Carriera
Dopo vari anni trascorsi nelle giovanili del Famila Schio, debutta in A1 con la formazione sclendense nel 2012. Nei due anni a Schio, gioca 7 partite e vince lo scudetto 2012-13. Nel 2013-14 viene ingaggiata dalla formazione del San Martino di Lupari. Per la stagione 2014-15, è in forza al club emiliano di Vigarano.
La formazione campana del Basket Ariano Irpino la ingaggia per la stagione 2015-16. Dopo un complicato avvio di stagione, Zanetti e compagne riescono a conquistare l'ottavo posto in Regualar Season grazie ad una grande seconda metà di campionato. Verranno poi eliminate al primo turno dei play-off da La Spezia.
Dopo un solo anno in terra campana, Zanetti, per la stagione 2016-17, passa alla squadra di casa, la Velco Vicenza. Durante un'amichevole pre-campionato a Crema, riporta un infortunio al ginocchio che la costringe a saltare tutta la stagione. Ritorna in campo per la stagione 2017-18 sempre in forza alla formazione vicentina

## Palmarès
- Campionato italiano femminile U15: 1
Kinder+Sport Dueville: 2008-2009
- Campionato italiano: 1
Pall. Femm. Schio: 2012-13